# 갱스 오브 뉴욕
《갱스 오브 뉴욕》(Gangs of New York)은 마틴 스코세이지 감독의 2002년 미국, 이탈리아의 영화이다. 리어나도 디캐프리오, 대니얼 데이루이스, 캐머런 디애즈 등이 출연하였다. 1840년대부터 1863년까지 미국 뉴욕을 배경으로, 피로 물든 미국의 역사를 그려냈다. 영화 마지막 장면에 등장하는 폭동은 1863년 7월 12일에 실제로 발생했던 새로운 징병제에 불만을 품은 하층민들의 폭동을 묘사한 것이다.

## 줄거리
1846년 뉴욕의 빈민가 파이브 포인츠에서 윌리엄 "빌 더 부처" 커팅이 이끄는 앵글로-프로테스탄트 갱단과 "프리스트" 발론이 이끄는 아일랜드 카톨릭 이민자 갱단 데드 래빗츠가 세력 다툼을 벌인다. 빌은 결투 끝에 발론을 살해하고, 발론의 어린 아들은 아버지의 살해 도구를 숨긴 채 고아원으로 보내진다. 
16년 후, 발론의 아들 "암스테르담"은 복수를 위해 파이브 포인츠로 돌아와 아버지의 칼을 찾는다. 암스테르담은 빌이 여전히 권력을 장악하고 있다는 것을 알고 자신의 과거를 숨긴 채 그의 갱단에 들어간다. 그는 빌의 깊은 반 아일랜드 성향에도 불구하고, 아버지의 이전 부하들이 빌의 밑에서 일하고 있다는 것을 알게 된다. 암스테르담은 데드 래빗츠를 꺾은 빌의 승리 기념일에 그를 공개적으로 암살하려 하지만, 그 과정에서 소매치기 제니 에버딘과 사랑에 빠지고 빌의 신임을 얻어 그의 양자가 된다.
기념일 밤, 암스테르담의 정체가 발각되자 빌은 제니를 이용해 그를 도발하고, 암스테르담은 역습을 시도하지만 실패한다. 빌은 그를 죽이지 않고 쫓아내지만, 암스테르담은 복수를 위해 돌아와 데드 래빗츠의 귀환을 알린다. 빌은 경찰관이자 전 데드 래빗츠 멤버인 멀레이니를 보내 조사하지만, 암스테르담은 그를 살해한다. 이에 분노한 빌은 암스테르담의 동료 조니를 잔인하게 살해한다. 암스테르담은 빌의 부하 맥글로인을 제압하고, 두 갱단은 교회 앞에서 대치하지만 충돌 직전 상황은 일단락된다.
이 사건은 언론에 보도되고, 암스테르담은 정치인 트위드에게 빌의 영향력을 꺾을 계획을 제시한다. 암스테르담의 도움으로 트위드의 지지자인 몽크 맥긴이 보안관으로 당선되지만, 빌은 그를 살해한다. 격분한 암스테르담은 빌에게 갱단 결투를 신청한다. 두 갱단의 결투가 시작되려는 찰나, 남북전쟁 징집에 대한 폭동이 일어나고, 해군 포격이 시작되면서 혼란에 빠진다. 빌은 포격으로 부상을 입고, 암스테르담은 아버지의 칼로 빌을 죽인다. 암스테르담은 빌의 이름을 아버지의 무덤 옆에 새기고 제니와 함께 떠난다. 시간이 흘러 현대 뉴욕의 모습이 나타나고, 공동묘지는 잊혀진다.

## 출연
- 리어나도 디캐프리오/샨 매코맥(아역) - 암스테르담 밸런
- 대니얼 데이루이스 - 윌리엄 커팅 / 도살자 빌
- 캐머런 디애즈 - 제니 에버딘
- 짐 브로드벤트 - 윌리엄 "보스" 트위드
- 존 C. 라일리 - 해피 잭 멀레이니
- 헨리 토머스/앤드루 갤러거(아역) - 조니 시로코
- 브렌던 글리슨 - 월터 "멍크" 맥긴
- 리암 니슨 - 프리스트 밸런
- 게리 루이스 - 찰스 맥글로인
- 스티븐 그레이엄 - 섕
- 에디 마산 - 킬로런
- 앨릭 맥코웬 - 롤리 목사
- 데이비드 헤밍스 - 존 F. 스커머혼
- 로런스 길리어드 주니어 - 지미 스포일스
- 카라 시모어 - 헬캣 매기
- 로저 애슈턴그리피스 - P. T. 바넘
- 바르바라 부셰 - 스커머혼 부인
- 마이클 번 - 호러스 그릴리

## 한국판 성우진 (MBC, 2004년 9월 27일)
- 강수진 - 암스테르담(리어나도 디캐프리오)
- 박지훈 - '부처' 빌(대니얼 데이루이스)
- 이선 - 제니(카메론 디아즈)
- 김태훈 - 드위드(짐 브로드벤트)
- 김서영 - 어린 암스테르담(숀 매코맥)
- 박일
- 전국근
- 이도련
- 권혁수
- 이종혁
- 황윤걸
- 최원형
- 김호성
- 이철용
- 최석필
- 이상범
- 이상훈
- 최한
- 문남숙
- 방성준
- 정재헌

#### MBC판 스태프
- 그래픽디자인 - 박명호
- 편집감독 - 오영삼
- 녹화 - 김지연
- 음향 - 이순조
- 음향효과 - 김홍식, 권영인
- 녹음, 믹싱 - 이승현
- 번역 - 임병훈
- 연출 - 신석균

## 같이 보기
- 뉴욕 징병거부 폭동